# Wimille
Pour l’article homonyme, voir Jean-Pierre Wimille.
Wimille (prononcé /ɥimil/) est une commune française située dans le département du Pas-de-Calais en région Hauts-de-France. Ses habitants sont appelés les Wimillois. La commune est membre de la communauté d'agglomération du Boulonnais.
La commune de Wimille est située dans dans l’ouest du département du Pas-de-Calais, à 4 km au nord de la commune de Boulogne-sur-Mer. C’est une commune arrière-littorale de type ceinture urbaine avec une population de 3 839 habitants au dernier recensement de 2022, elle a connu un pic de population en 1954 avec 5 877 habitants.
Sur le plan des milieux naturels et de la biodiversité, le territoire communal est riche de deux espaces protégés et gérés, de six ZNIEFF et d'un site Natura 2000. La commune a une occupation des sols en majorité agricole, correspondant aux paysages du Boulonnais.
Sur le territoire communal se trouve quatre monuments qui font l’objet d’une inscription au titre des monuments historiques et un monument qui fait l’objet d’un classement, la colonne de la Grande Armée ou colonne Napoléon qui domine le paysage.

## Géographie

### Localisation
Localisée dans l’ouest du département du Pas-de-Calais, Wimille est une commune drainée par la Wimereux et située, à vol d'oiseau, à 2 km des plages de la Côte d'Opale et à 4 km au nord de la commune de Boulogne-sur-Mer (aire d'attraction et chef-lieu d'arrondissement), dont elle est limitrophe.
Le territoire de la commune est limitrophe de ceux de dix communes.
Les communes limitrophes sont Wacquinghen, Ambleteuse, Beuvrequen, Boulogne-sur-Mer, Maninghen-Henne, Marquise, Pernes-lès-Boulogne, Pittefaux, Saint-Martin-Boulogne et Wimereux.

### Géologie et relief
La superficie de la commune est de 22,24 km2 ; son altitude varie de 2  à   109 mètres.
Wimille est intégrée au grand complexe géologique de la boutonnière du Boulonnais. La topographie est constituée de petits vallons humides et de lignes de crêtes. C'était à l'origine une commune estuaire du fleuve Wimereux.
La nature des sols est hétérogène : argiles, sable, grès calcaireux, etc. Le sous-sol est à dominante calcaire, avec pour une partie du territoire une proximité de la nappe superficielle.

### Hydrographie
Le territoire de la commune est situé dans le bassin Artois-Picardie.
Le territoire communal est drainé par plusieurs cours d'eau :
- le fleuve côtier Wimereux qui passe dans la commune avant d'arriver dans la commune de Wimereux où il se jette dans la mer[4]. Le Wimereux a, par le passé, été l'objet de crues décennales et centennales[5] ;
- le ruisseau d'Auvringhen, affluent du Wimereux[6], qui est composé de deux branches, de part et d'autre d'une ligne de crête sur le périmètre communal ;
- le petit fleuve côtier, la Slack, cours d'eau naturel de 21,78 km, qui prend sa source dans la commune de Hermelinghen et qui se jette dans la Manche au sud d'Ambleteuse[7] ;

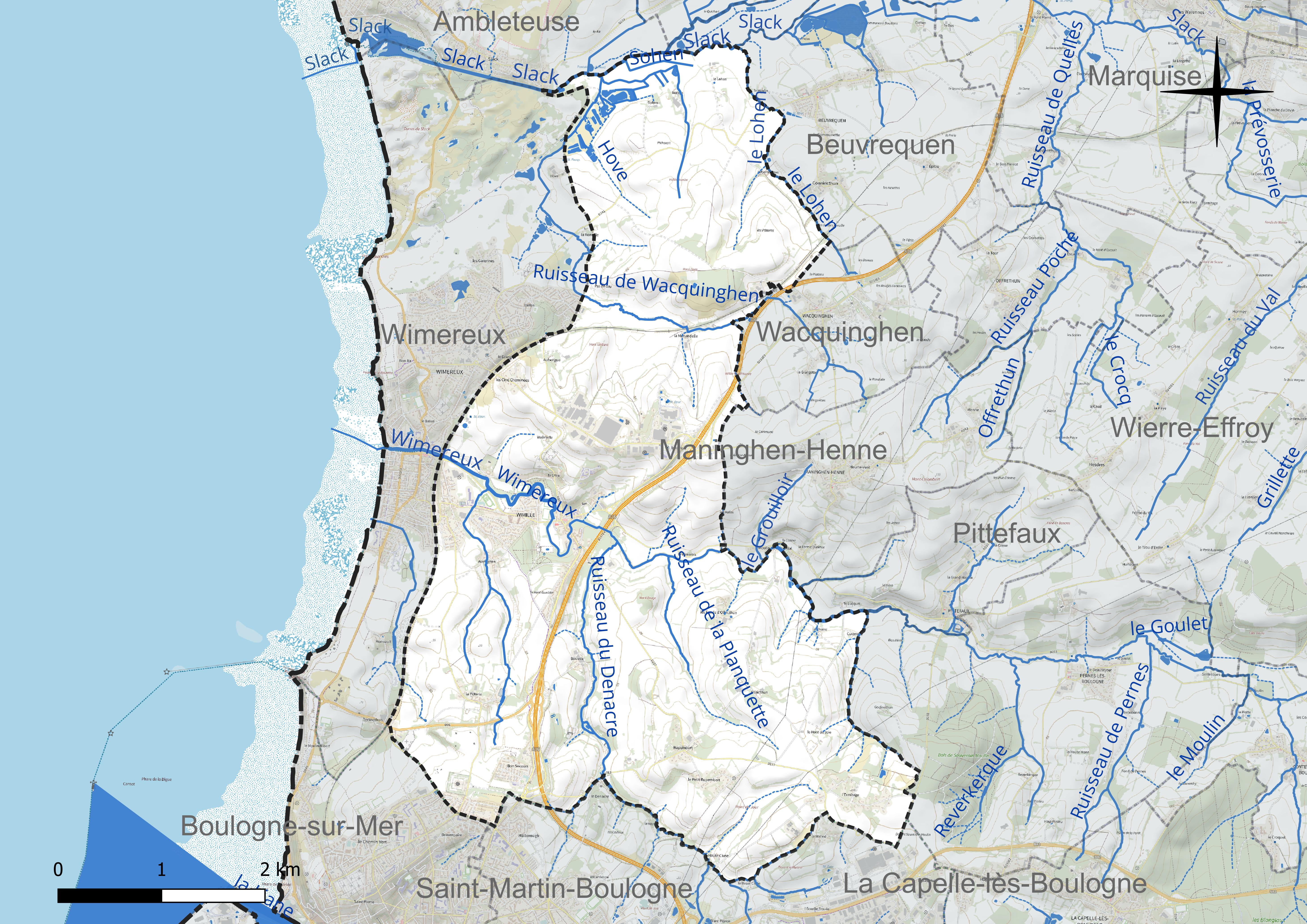
Réseau hydrographique de Wimille.

- la Fausse rivière, d'une longueur de 4,32 km, qui prend sa source dans la commune de Marquise, se jette dans la Slack au niveau de la commune[8] ;
- le ruisseau baron, d'une longueur de 1,99 km[9].

### Climat
Pour des articles plus généraux, voir Climat des Hauts-de-France et Climat du Pas-de-Calais.
En 2010, le climat de la commune est de type climat océanique franc, selon une étude du CNRS s'appuyant sur une série de données couvrant la période 1971-2000. En 2020, Météo-France publie une typologie des climats de la France métropolitaine dans laquelle la commune est exposée à un climat océanique et est dans la région climatique Côtes de la Manche orientale, caractérisée par un faible ensoleillement (1 550 h/an) ; forte humidité de l’air (plus de 20 h/jour avec humidité relative > 80 % en hiver), vents forts fréquents.
Pour la période 1971-2000, la température annuelle moyenne est de 10,6 °C, avec une amplitude thermique annuelle de 12,1 °C. Le cumul annuel moyen de précipitations est de 870 mm, avec 12,7 jours de précipitations en janvier et 7,9 jours en juillet. Pour la période 1991-2020, la température moyenne annuelle observée sur la station météorologique la plus proche, située sur la commune de Boulogne-sur-Mer à 4 km à vol d'oiseau, est de 11,2 °C et le cumul annuel moyen de précipitations est de 824,5 mm,. Pour l'avenir, les paramètres climatiques de la commune estimés pour 2050 selon différents scénarios d'émission de gaz à effet de serre sont consultables sur un site dédié publié par Météo-France en novembre 2022.
| Mois                                  | jan.             | fév.             | mars            | avril         | mai            | juin          | jui.          | août          | sep.           | oct.            | nov.            | déc.            | année      |
| ------------------------------------- | ---------------- | ---------------- | --------------- | ------------- | -------------- | ------------- | ------------- | ------------- | -------------- | --------------- | --------------- | --------------- | ---------- |
| Température minimale moyenne (°C)     | 3,4              | 3,4              | 5               | 7             | 9,8            | 12,5          | 14,7          | 15,3          | 13,2           | 10,3            | 6,8             | 4,1             | 8,8        |
| Température moyenne (°C)              | 5,3              | 5,4              | 7,4             | 9,8           | 12,7           | 15,3          | 17,4          | 18            | 15,8           | 12,6            | 8,8             | 6               | 11,2       |
| Température maximale moyenne (°C)     | 7,1              | 7,3              | 9,7             | 12,7          | 15,6           | 18,1          | 20,1          | 20,7          | 18,5           | 14,9            | 10,8            | 7,9             | 13,6       |
| Record de froid (°C) date du record   | −13,4 12.01.1987 | −13,6 01.02.1956 | −7,8 07.03.1971 | −2 14.04.1966 | 1,6 07.05.1997 | 4 02.06.1962  | 8 04.07.1965  | 9 31.08.1956  | 5,8 22.09.1979 | −1 29.10.1947   | −5,6 30.11.1978 | −9,6 29.12.1996 | −13,6 1956 |
| Record de chaleur (°C) date du record | 16,4 01.01.22    | 18,9 26.02.19    | 22,7 30.03.17   | 26 16.04.1949 | 31,2 27.05.05  | 33,3 29.06.19 | 39,6 19.07.22 | 34,8 11.08.03 | 32,6 10.09.23  | 27,2 01.10.1985 | 19,1 01.11.15   | 17,2 10.12.1978 | 39,6 2022  |
| Précipitations (mm)                   | 77               | 56               | 48              | 48,1          | 54,6           | 48            | 54,3          | 63,2          | 69,6           | 95,8            | 106,8           | 103,1           | 824,5      |

### Paysages
Pour un article plus général, voir Paysage en France.
La commune est située à la jonction de deux paysages tel qu’ils sont définis dans l’atlas de paysages de la région Nord-Pas-de-Calais, conçu par la direction régionale de l'Environnement, de l'Aménagement et du Logement (DREAL), :
- le « paysage boulonnais » qui concerne 66 communes, se délimite : au Nord, par les paysages des coteaux calaisiens et du Pays de Licques, à l’Est, par le paysage du Haut pays d’Artois, et au Sud, par les paysages Montreuillois.

Ce paysage, constitué d'une boutonnière bordée d’une cuesta définissant un pays d’enclosure, est essentiellement un paysage bocager composé de 47 % de son sol en herbe ou en forêt et de 31 % en herbage, avec, dans le sud et l’est, trois grandes forêts, celle de Boulogne, d’Hardelot et de Desvres et, au nord, le bassin de carrière avec l'extraction de la pierre de Marquise depuis le Moyen Âge et de la pierre marbrière dont l'extraction s'est développée au XIXe siècle.
La boutonnière est formée de trois ensembles écopaysagers : le plateau calcaire d’Artois qui forme le haut Boulonnais, la boutonnière qui forme la cuvette du bas Boulonnais et la cuesta formée d’escarpements calcaires.
Dans ce paysage, on distingue trois entités : les vastes champs ouverts du Haut Boulonnais ; le bocage humide dans le Bas Boulonnais et la couronne de la cuesta avec son dénivelé important et son caractère boisé.

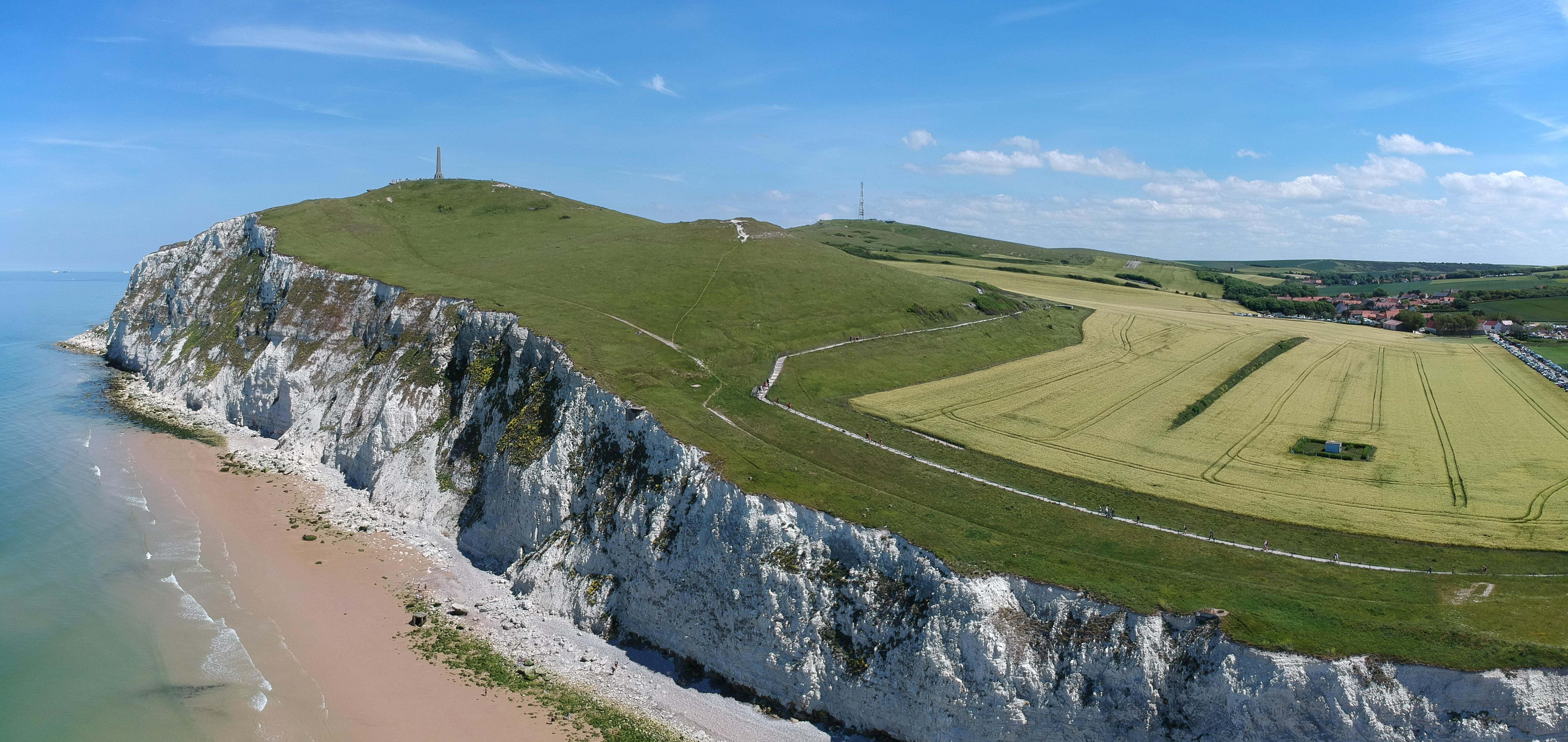
Une vue de ces « paysages des falaises d’Opale » et le cap Blanc-Nez.

- les « paysages des falaises d’Opale », qui concernent 30 communes, s’étendent le long de la côte, d’Équihen-Plage  à Sangatte, sur une bande d’environ 50 kilomètres de long et d’un maximum de 5 kilomètres de large, l'autoroute A 16 étant la frontière à l'est. Ils sont constitués, d’une part, par les falaises d’Opale où se trouve le grand site des Deux Caps qui, avec le cap Blanc-Nez, culmine à 150 mètres, ces falaises offrent un belvédère sur le pas de Calais  avec la possibilité de voir les côtes d’Angleterre, et d’autre part, vers l’intérieur des terres, avec les paysages littoraux qui jouxtent ceux des coteaux calaisiens et du pays de Licques, d'un paysage alternant collines, vallons et bocages.

L’occupation des sols se répartit en 43 % de cultures pour les paysages arrière-littoraux, 20 % de sols artificialisés, 20 % de prairies et forêts et 10 % de plage.
Les crans constituent une des particularités de ces côtes à falaises. Les crans sont des vallées suspendues qui se sont retrouvées le « nez en l’air », soit du fait de l’affaissement du pas de Calais, soit par la baisse du niveau de la mer comme le cran d’Escalles, le cran Mademoiselle, le cran Poulet, le cran Barbier, le cran des Sillers, le cran de Quette et le cran aux Œufs, situés, eux, sur la commune d’Audinghen.
Ces paysages sont traversés par trois fleuves côtiers, la Liane (Boulogne-sur-Mer), le Wimereux (Wimereux) et la Slack (Ambleteuse), et par le sentier de grande randonnée GR 120 ou GR littoral, appelé aussi sentier des douaniers, qui chemine le long de ces paysages et offre un magnifique panorama.

### Milieux naturels et biodiversité

#### Espaces protégés et gérés
La protection réglementaire est le mode d’intervention le plus fort pour préserver des espaces naturels remarquables et leur biodiversité associée.
Dans ce cadre, la commune fait partie de deux espaces protégés :
- le parc naturel régional des Caps et Marais d'Opale, d’une superficie de 132 499 hectares réparties sur 154 communes, géré par le syndicat mixte d'aménagement et de gestion du parc naturel régional des Caps et Marais d'Opale[20] ;
- la baie de la Slack, terrain acquis par le Conservatoire du Littoral d’une superficie de 211,986 hectares[21].

#### Zones naturelles d'intérêt écologique, faunistique et floristique
L’inventaire des zones naturelles d'intérêt écologique, faunistique et floristique (ZNIEFF) a pour objectif de réaliser une couverture des zones les plus intéressantes sur le plan écologique, essentiellement dans la perspective d’améliorer la connaissance du patrimoine naturel national et de fournir aux différents décideurs un outil d’aide à la prise en compte de l’environnement dans l’aménagement du territoire.
Le territoire communal comprend six ZNIEFF de type 1 :
- la vallée du Wimereux entre Wimille et Belle-et-Houllefort. Cette partie de la vallée du Wimereux, située au nord de la RN 42, en marge de la cuvette du bas Boulonnais, marque les limites entre les terrains jurassiques et le bassin calcaire de Marquise-Rinxent[22].
- la basse vallée de la Slack. Cette large vallée est composée d’un remarquable complexe de prairies alluviales pâturées ou fauchées, plus ou moins longuement inondables et ponctuées de mares et d’étangs de chasse[23] ;
- les dunes de la Slack, la pointe aux Oies, la pointe de la Rochette et l’estuaire du Wimereux, d’une superficie de 474 hectares et d'une altitude variant de 3  à   38 mètres. Ce site présente un intérêt écologique et biologique de niveau européen, il est composé de dunes calcarifères récentes et de dunes plus anciennes ayant comblé une partie de l’estuaire et de la basse vallée de la Slack[24] ;
- le bocage au sud de Wimereux, d’une superficie de 22 hectares et d'une altitude variant de 15  à   35 mètres[25] ;
- le mont Duez à Wimille, d’une superficie de 40 hectares et d'une altitude variant de 29  à   80 mètres[26] ;
- la garenne de Wimille, d’une superficie de 17 hectares et d'une altitude variant de 26  à   63 mètres[27].

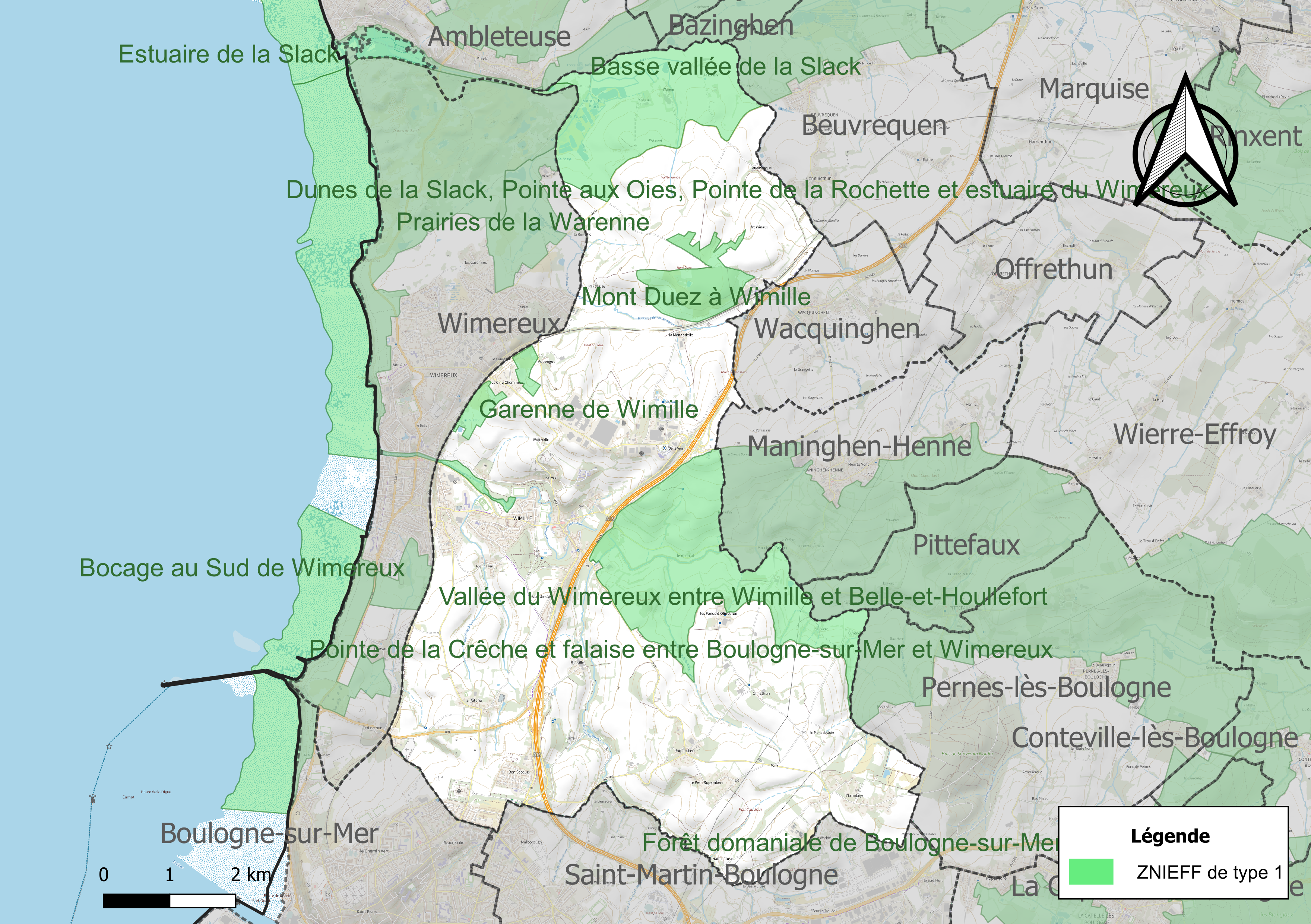
Carte des ZNIEFF sur la commune.

#### Site Natura 2000
Le réseau Natura 2000 est un réseau écologique européen de sites naturels d’intérêt écologique élaboré à partir des directives « habitats » et « oiseaux ». Ce réseau est constitué de zones spéciales de conservation (ZSC) et de zones de protection spéciale (ZPS). Dans les zones de ce réseau, les États membres s'engagent à maintenir dans un état de conservation favorable les types d'habitats et d'espèces concernés, par le biais de mesures réglementaires, administratives ou contractuelles.
Sur la commune, un site Natura 2000 de type B est défini en site d'importance communautaire (SIC) : les falaises et dunes de Wimereux, estuaire de la Slack, garennes et communaux d'Ambleteuse-Audresselles, d’une superficie de 411 hectares et d'une altitude variant de 0  à   49 mètres.

#### Inventaire national du patrimoine géologique
Les formations kimméridgiennes et tithoniennes des falaises de la pointe de la Crèche sont inscrites à l'inventaire national du patrimoine géologique. L'altitude de ces falaises varient de 6 m, au nord avant Wimereux, à 33 m au sommet du pli de la Crèche.

## Urbanisme

### Typologie
Au 1er janvier 2024, Wimille est catégorisée ceinture urbaine, selon la nouvelle grille communale de densité à sept niveaux définie par l'Insee en 2022.
Elle appartient à l'unité urbaine de Wimereux, une agglomération intra-départementale regroupant deux  communes, dont elle est une commune de la banlieue,,. Par ailleurs la commune fait partie de l'aire d'attraction de Boulogne-sur-Mer, dont elle est une commune de la couronne,. Cette aire, qui regroupe 80 communes, est catégorisée dans les aires de 50 000 à moins de 200 000 habitants,.
La commune, bordée par l'estuaire du Wimereux, est également une commune littorale au sens de la loi du 3 janvier 1986, dite loi littoral. Des dispositions spécifiques d’urbanisme s’y appliquent dès lors afin de préserver les espaces naturels, les sites, les paysages et l’équilibre écologique du littoral, tel le principe d'inconstructibilité, en dehors des espaces urbanisés, sur la bande littorale des 100 mètres, ou plus si le plan local d’urbanisme le prévoit.

### Occupation des sols
L'occupation des sols de la commune, telle qu'elle ressort de la base de données européenne d’occupation biophysique des sols Corine Land Cover (CLC), est marquée par l'importance des territoires agricoles (89,8 % en 2018), une proportion sensiblement équivalente à celle de 1990 (90,4 %). La répartition détaillée en 2018 est la suivante : 
prairies (49,3 %), terres arables (40,1 %), zones urbanisées (5,2 %), zones industrielles ou commerciales et réseaux de communication (2,4 %), forêts (1,3 %), zones humides intérieures (1,2 %), zones agricoles hétérogènes (0,3 %), espaces ouverts, sans ou avec peu de végétation (0,2 %). L'évolution de l’occupation des sols de la commune et de ses infrastructures peut être observée sur les différentes représentations cartographiques du territoire : la carte de Cassini (XVIIIe siècle), la carte d'état-major (1820-1866) et les cartes ou photos aériennes de l'IGN pour la période actuelle (1950 à aujourd'hui).

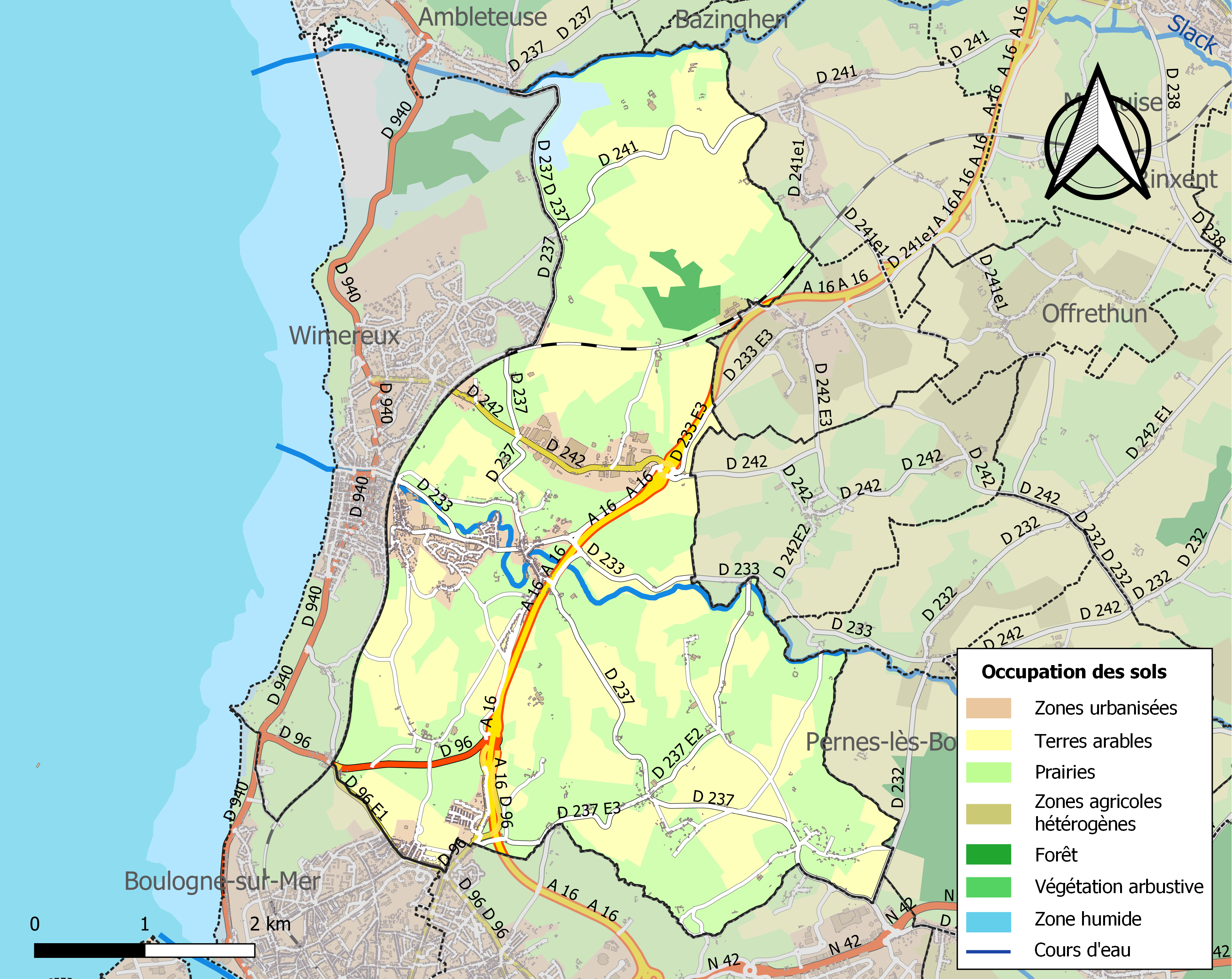
Carte des infrastructures et de l'occupation des sols de la commune en 2018 (CLC).

### Morphologie urbaine
L'occupation du sol de la commune est dominée par l'agriculture.

### Logement
En 2008, on comptait 1 737 logements dont 1 615 (93,0 %) résidences principales, 73 (3,4 %) résidences secondaires et 49 (3,0 %) logements vacants dans la commune. 82,0 % sont des maisons et 17,7 % sont des appartements. 20,4 % des logements ont été construits avant 1949, 45,3 % entre 1949 et 1974, 25,8 % entre 1975 et 1989 et 8,6 entre 1990 et 2005. 64,4 % des Wimillois sont propriétaires de leur logement, 34,3 % sont locataires (dont 24,1 % d'un logement HLM loué vide) et 1,3 % sont logés gratuitement.

### Planification de l'aménagement
Un projet de schéma de cohérence territoriale (SCOT) du Boulonnais (CAB et communauté de communes de Desvres-Samer) est en cours[Quand ?] d'élaboration. Un plan local d'urbanisme (PLU) et un plan local de l'habitat (PLH) sont en vigueur à Wimille ; le PLU est révisé en PLU intercommunal en 2012. Une zone d'aménagement concerté (ZAC) à vocation principale d'habitation est en cours d'élaboration en 2012.

### Voies de communication et transports

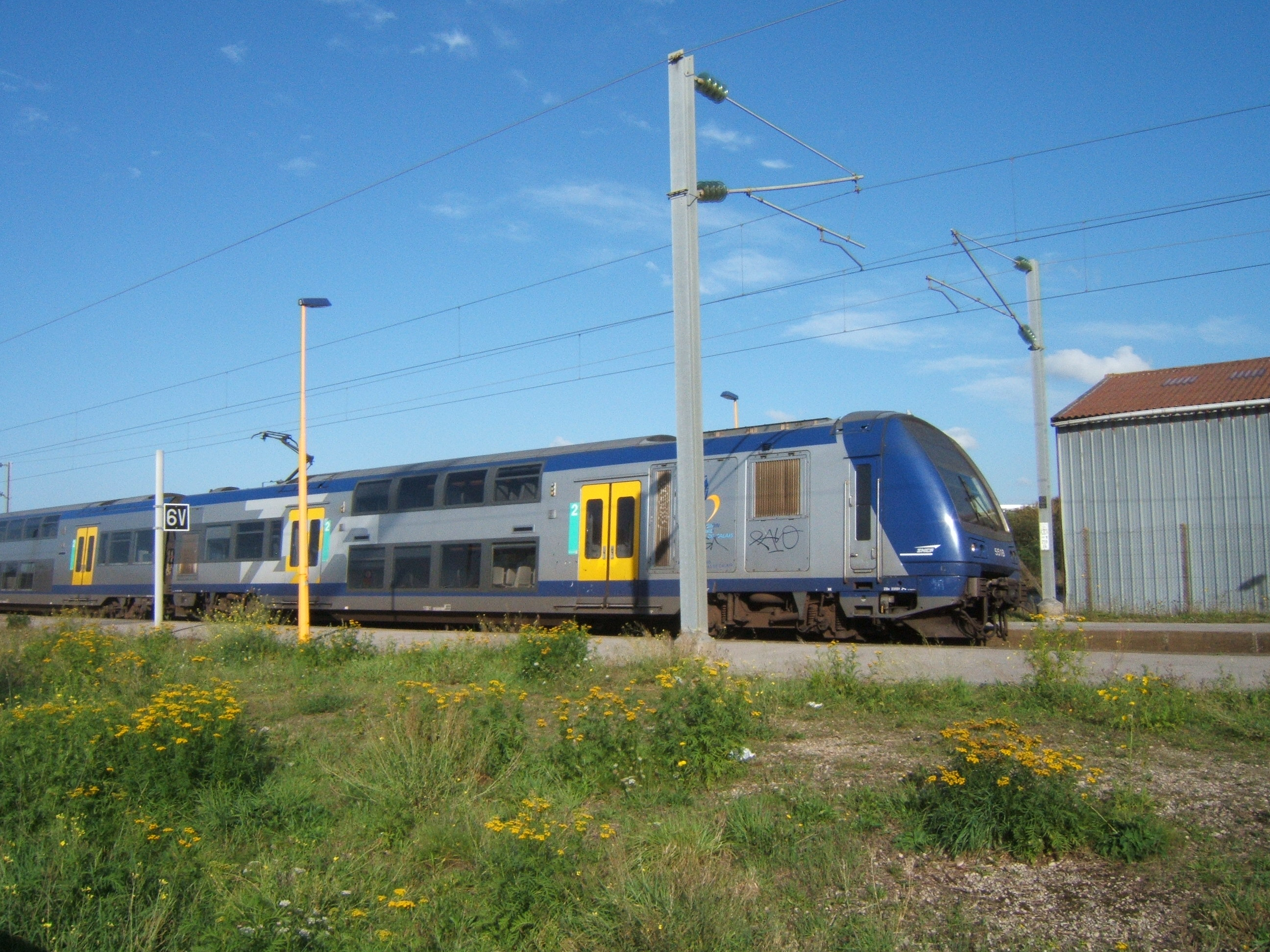
Train TER à Wimille, 2006.

La gare de Wimille - Wimereux est desservie par des TER Hauts-de-France circulant entre les gares de Boulogne-Ville et de Calais.
La commune est également desservie par l'autoroute A16 (sortie no 32), les RD 233, 237 et 242. 
Elle est en correspondance étroite avec la ville de Wimereux, ces deux communes étant intimement liées. Mais la voie de chemin de fer limite le nombre de liaisons.
La commune est desservie par la ligne A du réseau urbain Marinéo.
Des itinéraires de randonnée traversent la commune, comme l'itinéraire de liaison no 5 du GRP (Grande Randonnée de Pays).

### Risques naturels et technologiques

#### Risque inondation
À la suite du passage des tempêtes Ciarán, Domingos et Elisa et des inondations et coulées de boue qui se sont produites, la commune est reconnue, par arrêté du 14 novembre 2023, en état de catastrophe naturelle pour inondations et coulées de boue sur la période du 2 au 12 novembre 2023, comme 179 autres communes du département.

## Toponymie
Le nom de la localité est attesté sous les formes Guimilla (1119) ; Wemelium (1131) ; Wimilla (1157) ; Wamille (1203) ; Wimulge (1208) ; Wemille (1296) ; Huitmille (XIVe siècle) ; Weymille (XVe siècle) ; Wymille (vers 1512) ; Vuimille-lez-Boulongne (1596).

### Prononciation
Tout comme les communes proches de Wimereux ou Wissant, la prononciation du nom de la commune (« huimille », « vimille » ou « ouimille ») n'est pas strictement définie et aucune n'est donc réellement incorrecte.
La prononciation locale est /ɥimil/ (huimille). La prononciation ancienne est /wimil/ (ouimille) conformément à la façon de prononcer la lettre W en picard, en flamand et en vieux néerlandais (semblable à l'anglais dans week-end). De la même manière, de nombreux Boulonnais prononcent encore aujourd'hui, par exemple, le mot wagon « ouagon » et non pas « vagon » comme en français standard. Au contraire, que la prononciation avec /v/ initial articulé reflète une francisation.

## Histoire

### Premières occupations humaines
À Wimereux, les premières traces relevées sont datées vers 500 000 av. J.-C. (silex, bifaces). Le climat est chaud (présence d'éléphants, félins…) ; les hommes vivent de chasse, pêche et cueillette.
À Haubenghe, dépendant de la commune de Wimille, ont été retrouvées dans les années 1860, une hache en silex, accompagnée d'une autre à peine ébauchée, présumées datant de la préhistoire.
Le territoire est touché par le maximum glaciaire de la glaciation de Würm il y a environ 20 000 ans. Le climat s'adoucit ensuite aux alentours de 8 000 av. J.-C.
Différents envahisseurs celtes (les Morins) s'implantent dans la région et développent le commerce avec les îles britanniques.
Puis, à la suite de la guerre des Gaules, les Romains occupent la Gaule durant près de 300 ans. Le Boulonnais est inclus dans la Gaule belgique.
Les invasions barbares détruisent Boulogne (Bolonia) au IIIe siècle. La ville est reconstruite au IVe siècle, l'économie locale renaît. Au début du VIe siècle, les Germains envahissent la Gaule. Vers 481, Clovis devient roi des Francs et unifie les territoires (nord de la France et Belgique, puis une grande majorité du périmètre actuel de la France).

### Moyen Âge et époque moderne

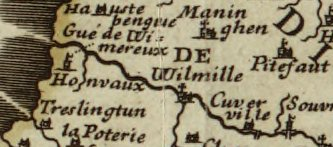
Wimille en 1656, tiré de Evesché de Boulogne ou sont les Comté et seneschaussée de Boulenois. Bailliage de Calais dans le Pays Reconquis. Souveraineté d'Ardres, etc. par Nicolas Sanson d'Abbeville. Source Gallica.

La dynastie mérovingienne qui succède aux Francs, puis l'empire carolingien (Charlemagne) couvrent le début de la période médiévale.
En 882, la ville essuie en bataille contre les Normands.
Wimille est rattachée au comté de Boulogne, la région est convertie au christianisme, puis subit plusieurs guerres. Philippe-Auguste (dynastie des Capétiens) gagne la bataille de Bouvines en 1214 et reprend le nord de la France.
S'ensuit une paix durable, jusqu'à la guerre de Cent Ans. Après 1237, le seigneur d'Ordre à Wimille fait partie des douze barons du Boulonnais.
À partir de 1347, Wimille a des voisins britanniques, Calais devenant anglaise jusqu'en 1559. La région est ainsi l'objet de fréquentes batailles. La peste noire frappe de plus le Boulonnais de 1347 à 1350, avec environ 32 % des foyers touchés.
Le nom de Wimille est indiqué sur la carte de Cassini du XVIIIe siècle, ainsi que de nombreux hameaux alentour, le fort de Croy et la pointe de Wimereux.
C'est dans la section de la commune détachée plus tard pour former celle de Wimereux que tombèrent et se tuèrent les aéronautes Pilâtre de Rozier et Pierre-Ange Romain (1785) dans le premier accident aérien de l'histoire.

### Époque contemporaine

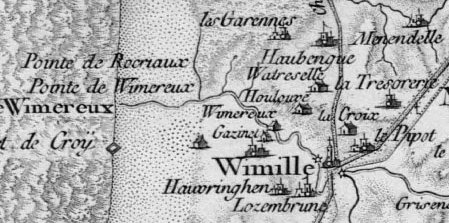
Wimille en 1815 sur la carte de Cassini. Calon, Étienne-Nicolas de (1726-1807). Cartographe. Source Gallica.

En 1804, Napoléon Ier supervise au camp de Boulogne (entre Boulogne-sur-Mer et Wimille) les préparatifs pour envahir l'Angleterre, avant que la formation de la 3e coalition ne mène à une guerre contre la Prusse en 1805.
En 1899, Wimille cède Wimereux. En 1899, Wimille cède 37 ha à la ville de Boulogne-sur-Mer.
Durant la Première Guerre mondiale, les Anglais établissent leur QG à Montreuil, à environ 40 km.

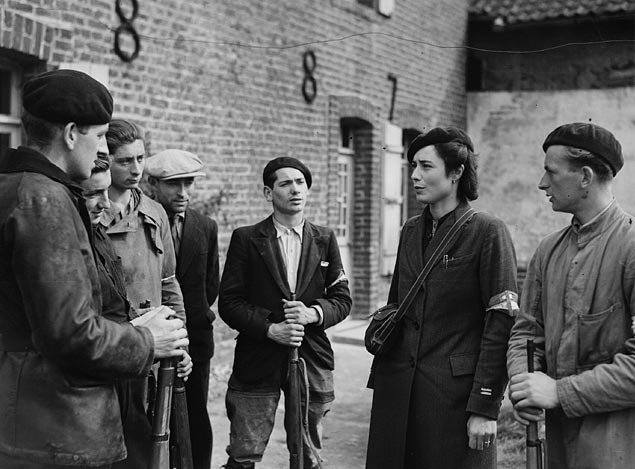
Membres du Maquis réunis à la Trésorerie, 14 septembre 1944.

La résistance est active dans le Boulonnais durant l'occupation allemande de la Seconde Guerre mondiale. La cote boulonnaise est bombardée en 1943 - 1944, puis libérée.
En 1959, Wimille cède 71 ha et 2 066 habitants à la ville de Boulogne-sur-Mer.
En 1972, le parc d'activité de la Trésorerie est créé.

## Politique et administration

### Découpage territorial
La commune se trouve dans l'arrondissement de Boulogne-sur-Mer du département du Pas-de-Calais.

#### Commune et intercommunalités
La commune est membre de la communauté d'agglomération du Boulonnais, et du pays du Boulonnais.

#### Circonscriptions administratives
La commune est rattachée au canton de Boulogne-sur-Mer-1.

#### Circonscriptions électorales
Pour l'élection des députés, la commune fait partie de la cinquième circonscription du Pas-de-Calais.

### Jumelages
Wimille est jumelée avec :
- Saint Margarets depuis 2005.

Par ailleurs, un projet de jumelage est en cours en 2012 avec Littlebourne, dans le Kent, en Angleterre.

## Équipements et services publics

### Eau et déchets
La communauté d'agglomération du Boulonnais gère deux déchèteries et un centre de tri. La commune de Wimille a conclu avec la société Aubine Onyx un marché pour l'évacuation des ordures ménagères, des déchets verts, des recyclables, des verres, des encombrants et des déchets polluants. Le ramassage des ordures s'effectue une fois par semaine, ainsi que celui du tri sélectif.

### Espaces publics
Une rénovation progressive de l'éclairage public est réalisée depuis 2009 et se poursuit en 2012.
La commune est labellisée « 2 fleurs » au concours des villes et villages fleuris.

### Enseignement
La commune est située dans l'académie de Lille. Elle est équipée de trois écoles publiques, d'un établissement privé, et du collège Pilâtre-de-Rozier. Les lycées les plus proches se situent à Boulogne-sur-Mer, qui accueille également une partie de l'Université du Littoral-Côte-d'Opale (environ 3 500 des 11 000 étudiants répartis sur cette ville, Dunkerque, Calais et Saint-Omer).

### Santé
De nombreuses activités libérales de santé sont exercées sur la commune : médecins, kinésithérapeutes, dentistes… Les centres hospitaliers les plus proches sont l'hôpital de Boulogne et la clinique de Saint-Martin-les-Boulogne.

## Population et société

### Démographie
Les habitants de la commune sont appelés les Wimillois.

#### Évolution démographique
L'évolution du nombre d'habitants est connue à travers les recensements de la population effectués dans la commune depuis 1793. Pour les communes de moins de 10 000 habitants, une enquête de recensement portant sur toute la population est réalisée tous les cinq ans, les populations de référence des années intermédiaires étant quant à elles estimées par interpolation ou extrapolation. Pour la commune, le premier recensement exhaustif entrant dans le cadre du nouveau dispositif a été réalisé en 2006.

En 2022, la commune comptait 3 839 habitants, en évolution de −6,16 % par rapport à 2016 (Pas-de-Calais : −0,72 %, France hors Mayotte : +2,11 %).
| 1793  | 1800 | 1806  | 1821  | 1831  | 1836  | 1841  | 1846  | 1851  |
| ----- | ---- | ----- | ----- | ----- | ----- | ----- | ----- | ----- |
| 1 107 | 992  | 1 565 | 1 647 | 1 779 | 1 784 | 1 859 | 1 941 | 1 924 |

| 1856  | 1861  | 1866  | 1872  | 1876  | 1881  | 1886  | 1891  | 1896  |
| ----- | ----- | ----- | ----- | ----- | ----- | ----- | ----- | ----- |
| 2 546 | 1 220 | 2 279 | 2 334 | 2 237 | 2 320 | 2 408 | 2 477 | 2 726 |

| 1901  | 1906  | 1911  | 1921  | 1926  | 1931  | 1936  | 1946  | 1954  |
| ----- | ----- | ----- | ----- | ----- | ----- | ----- | ----- | ----- |
| 1 912 | 2 008 | 2 042 | 2 163 | 2 123 | 2 277 | 2 407 | 2 160 | 5 877 |

| 1962  | 1968  | 1975  | 1982  | 1990  | 1999  | 2006  | 2011  | 2016  |
| ----- | ----- | ----- | ----- | ----- | ----- | ----- | ----- | ----- |
| 4 497 | 4 826 | 4 779 | 4 220 | 4 681 | 4 721 | 4 380 | 4 185 | 4 091 |

| 2021  | 2022  | - | - | - | - | - | - | - |
| ----- | ----- | - | - | - | - | - | - | - |
| 3 888 | 3 839 | - | - | - | - | - | - | - |

#### Pyramide des âges
En 2018, le taux de personnes d'un âge inférieur à 30 ans s'élève à 33,1 %, soit en dessous de la moyenne départementale (36,7 %). À l'inverse, le taux de personnes d'âge supérieur à 60 ans est de 26,5 % la même année, alors qu'il est de 24,9 % au niveau départemental.
En 2018, la commune comptait 1 995 hommes pour 2 036 femmes, soit un taux de 50,51 % de femmes, légèrement inférieur au taux départemental (51,50 %).
Les pyramides des âges de la commune et du département s'établissent comme suit.
| Hommes | Classe d’âge | Femmes |
| ------ | ------------ | ------ |
| 0,3    | 90 ou +      | 0,8    |
| 6,0    | 75-89 ans    | 10,5   |
| 17,7   | 60-74 ans    | 17,8   |
| 23,4   | 45-59 ans    | 25,0   |
| 16,5   | 30-44 ans    | 15,7   |
| 18,4   | 15-29 ans    | 15,7   |
| 17,8   | 0-14 ans     | 14,5   |

| Hommes | Classe d’âge | Femmes |
| ------ | ------------ | ------ |
| 0,5    | 90 ou +      | 1,6    |
| 5,6    | 75-89 ans    | 8,9    |
| 16,7   | 60-74 ans    | 18,1   |
| 20,2   | 45-59 ans    | 19,2   |
| 18,9   | 30-44 ans    | 18,1   |
| 18,2   | 15-29 ans    | 16,2   |
| 19,9   | 0-14 ans     | 17,9   |

### Sports et loisirs
- centre de canoë kayak
- boulodrome
- terrains de football
- piste d'athlétisme
- activités sportives dans le parc
- Arts martiaux Vietnamien (Phuong Long Vo Dao)

### Cultes

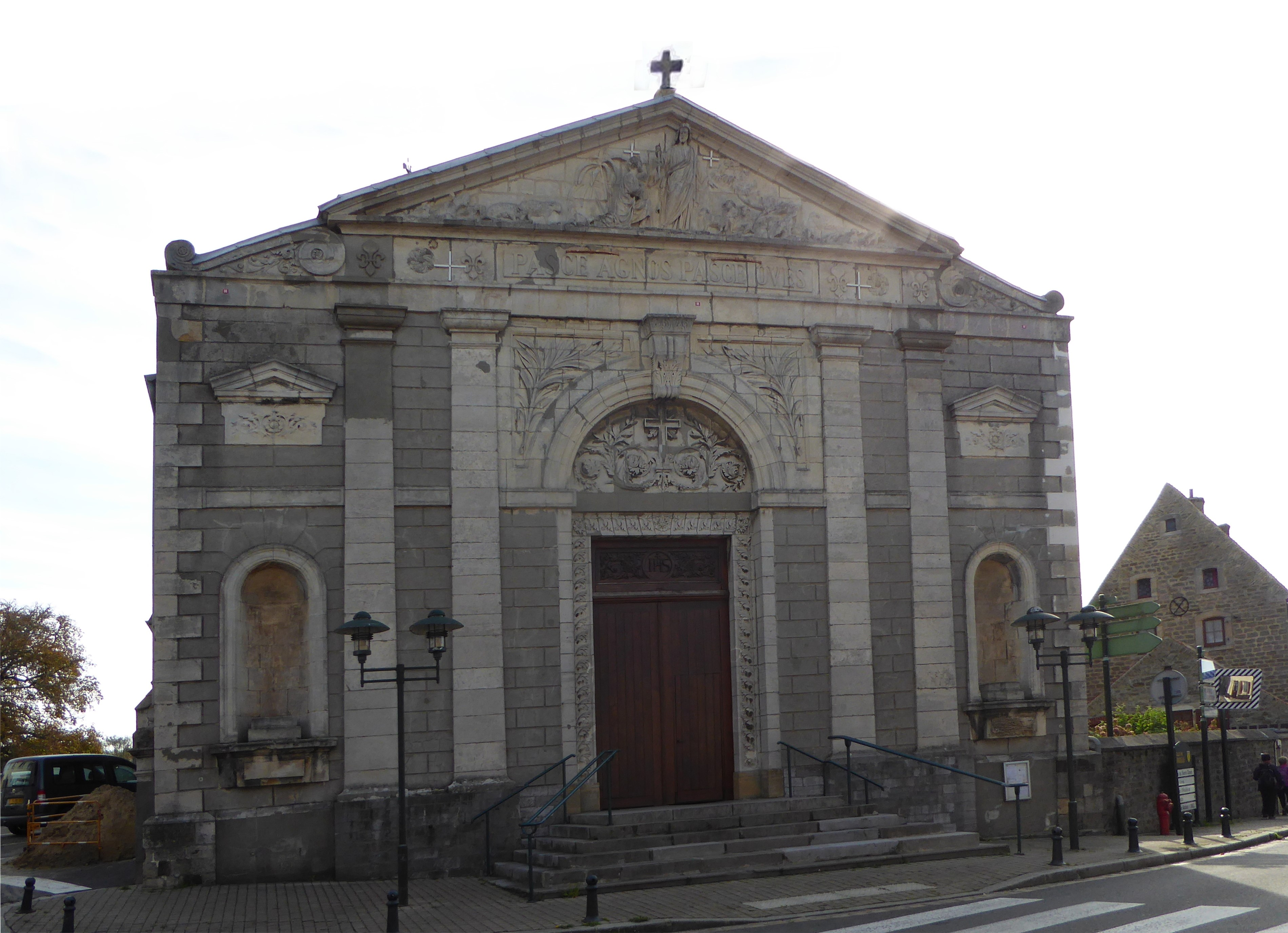
Église Saint-Pierre.

Wimille est située dans le diocèse d'Arras. La commune dépend de la paroisse catholique Saint-Jean du Wimereux dont le lieu de culte à Wimille est l'église Saint-Pierre,.

## Économie

### Revenus de la population et fiscalité
En 2009, le revenu fiscal médian par ménage était de 16 177 €, ce qui plaçait Wimille au 22 145e rang  parmi les 31 604 communes de plus de 50 ménages en métropole.

### Emploi
Le taux de chômage est supérieur à la moyenne nationale. Si l'agriculture occupe encore une part importante des surfaces du territoire communal, le nombre d'emplois est en majorité tertiaire (49,8 %) puis industriel (35,5 %).

### Entreprises et commerces
Le parc d'activité de la Trésorerie, créé en 1972 sous maîtrise d'ouvrage de la CAB, comprend plusieurs industries dans différents secteurs (agro - alimentaire, chaudronnerie, fonderie, robinetterie, automobile, froid industriel, emballage et conditionnement…).
Des serres horticoles sont également présentes (5 000 m2 d'espaces couverts).
Un supermarché et plusieurs commerces sont implantés dans la commune.
Cinq gîtes ruraux et plusieurs lieux de restauration permettent un accueil touristique, en lien avec la proximité au littoral.

## Culture locale et patrimoine

### Monuments du patrimoine culturel

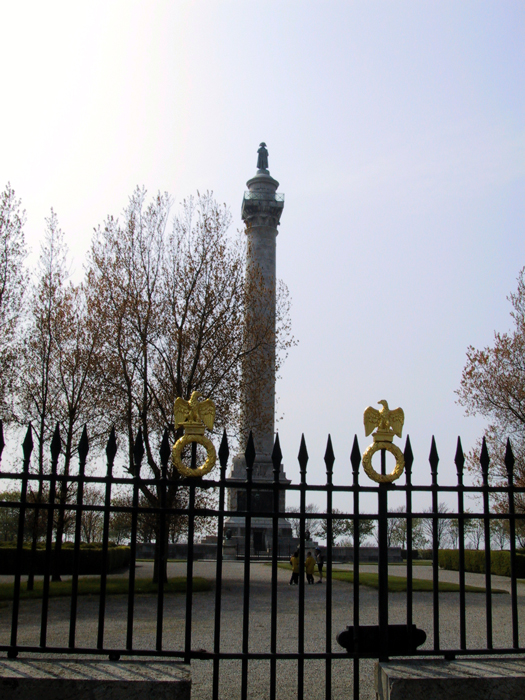
La « colonne Napoléon ».

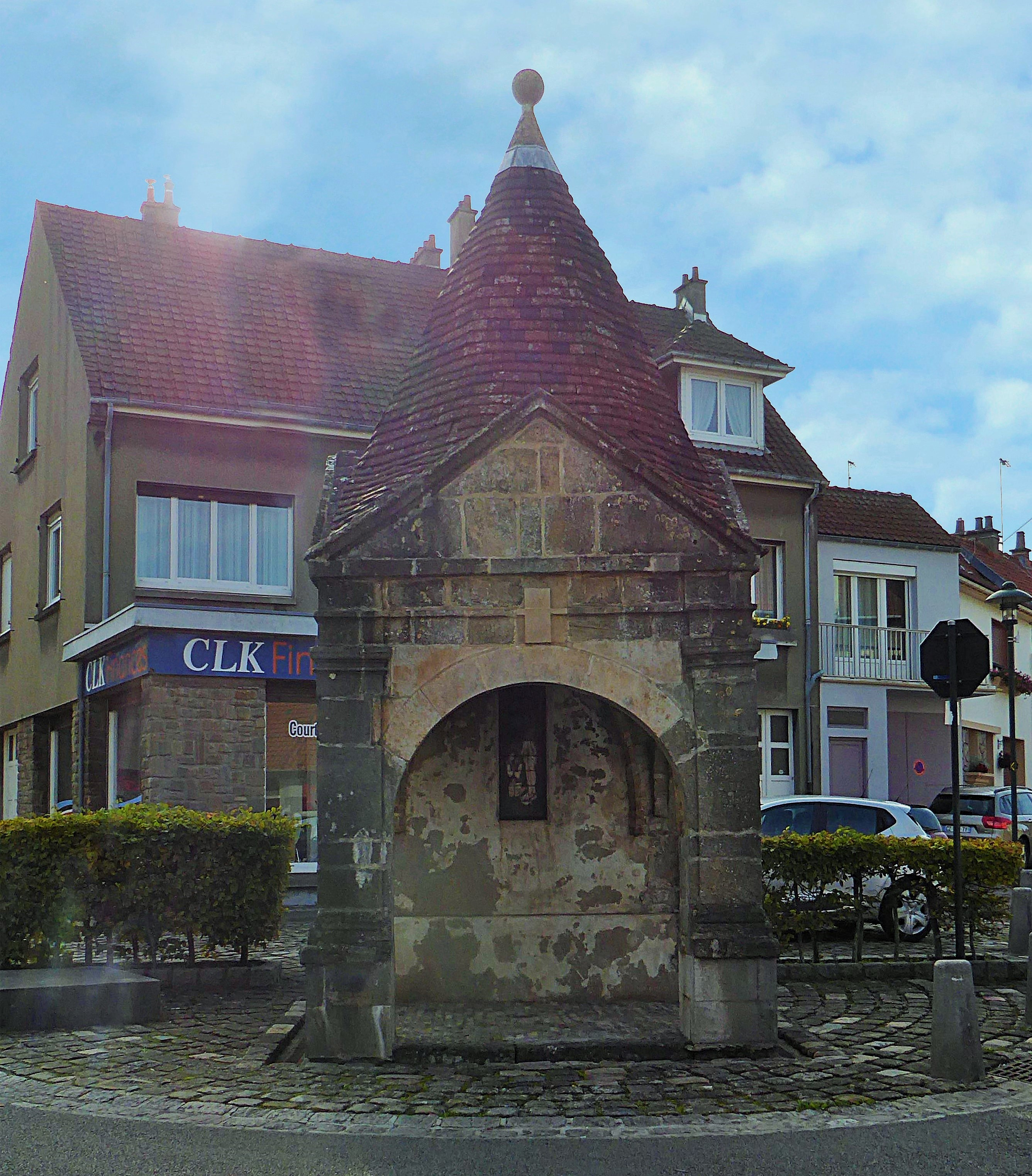
L'ancienne fontaine du XVIIe siècle.

Onze monuments sont répertoriés dans la base Mérimée à l'inventaire général du patrimoine culturel de la France :
- la brasserie Brasserie Lebeurre Guilbert, puis Lebeurre Cappelle, puis Lebeurre Duchateau[68] ;
- la brasserie Fidon Bertèche, puis Choteau[69] ;
- les fonderies du Boulonnais[70] ;
- une ancienne fontaine du XVIIe siècle, inscrite à l'inventaire des monuments historiques le 27 décembre 1972[71]. Cette fontaine qui à l'origine pourrait avoir été une petite chapelle dédiée à saint Antoine a porté les noms de « fontaine Saint-Antoine » et « grosse fontaine » par le passé. Une mention portée par la fontaine y fait apparaître la date de 1615 avec la devise d'Antoine Camus, seigneur de la Bussoye et du Lucquet, alors échevin de Boulogne-sur-Mer[72] ;
- le jardin du domaine de la colonne de la Grande Armée de Boulogne, classé à l'inventaire des monuments historiques le 31 mars 1905[73] ;
- le parc du château de Lozembrune, inscrit à l'inventaire des monuments historiques le 30 mars 1978[74] ;
- le parc du château de Billeauville[75] ;
- la colonne de la Grande Armée de Boulogne, classée à l'inventaire des monuments historiques le 31 mars 1905[76] ;
- le château de Lozembrune, inscrit à l'inventaire des monuments historiques le 30 mars 1978[77]. Louis-Eugène de la Gorgue-Rosny entreprend en 1837 d'ajouter deux ailes au château, d'agrandir de nouveau la cour d'honneur, et surtout de réaménager le jardin à la française. Il y habitait encore en mai 1852 avant qu'il fasse construire sur les ruines du couvent des Ursulines rue du Château à Boulogne-sur-Mer ;
- le château du Denacre (ancien fief de la Ratière), inscrit à l'inventaire des monuments historiques le 26 juin 1978[78] ;
- le moulin à farine, puis minoterie Roy, dit Moulin de Grisendal, actuellement Musée vivant de la meunerie[79].

### Autres lieux et monuments bâtis

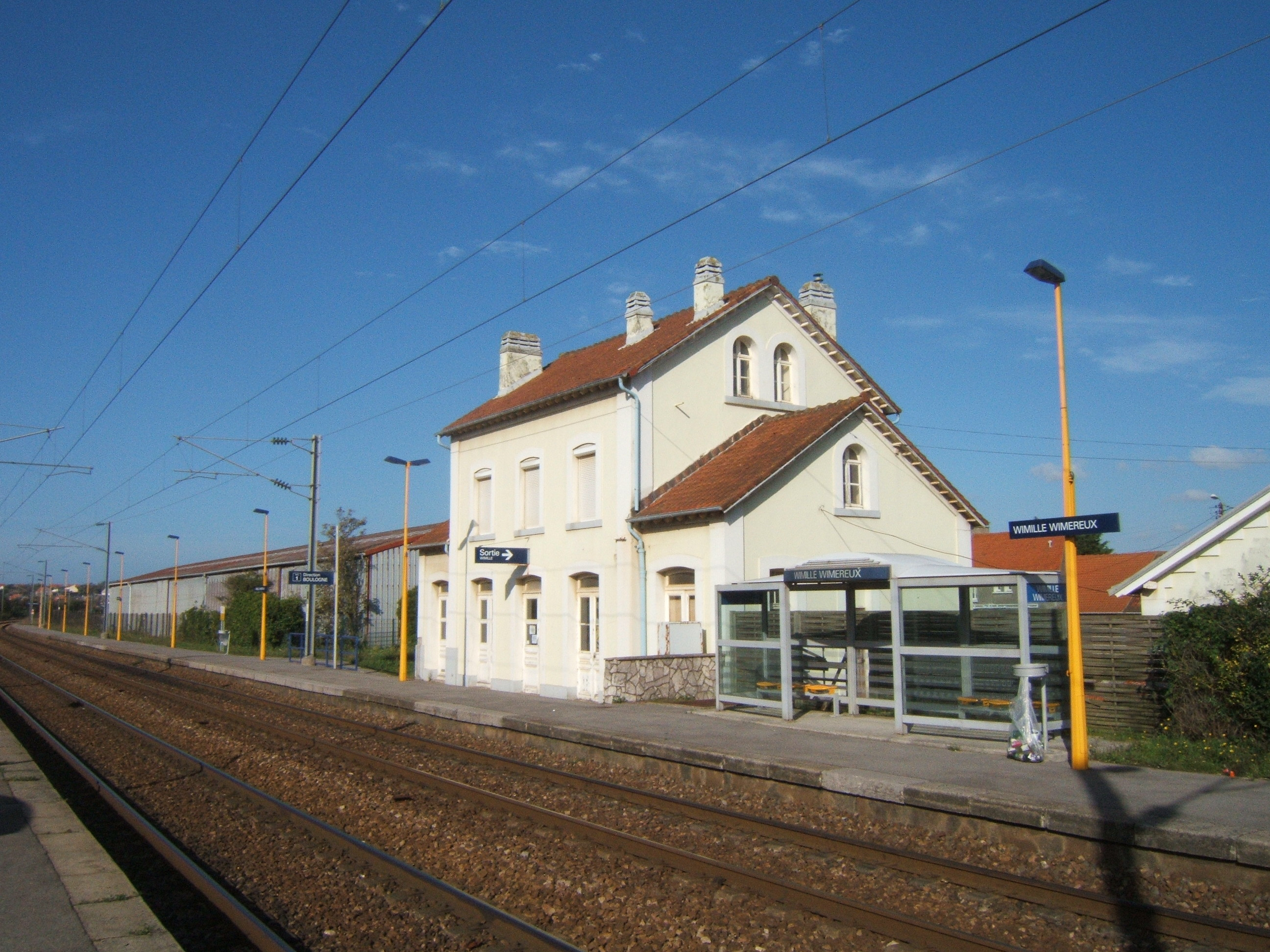
La gare de Wimille.

- Le monument à la mémoire de Pilâtre de Rozier (première ascension libre en ballon à 1 000 mètres d'altitude).
- La gare de Wimille - Wimereux.
- L'église de Wimille date probablement du milieu du XIIIe siècle. Elle fut pillée à la Révolution, et dotée de deux collatéraux au XIXe siècle[80].
- Le Terlincthun British Cemetery, créé lors de la Première Guerre mondiale pour inhumer les soldats morts dans l'hôpital de Boulogne.

### Patrimoine culturel
- Médiathèque[81]
- Centre communal Franck-Lefèvre
- Salle mutltiactivité du Cosec.

### Personnalités liées à la commune
- Jean-François Pilâtre de Rozier (1754-1785) et Pierre-Ange Romain, deux  des premiers aéronautes, sont enterrés à  Wimille dans le premier accident aérien[82].
- Napoléon Ier (1759-1821), empereur des Français. La décision d'élever le monument en son hommage fut prise au lendemain de la distribution de la première Légion d'honneur, le 16 août 1804 au camp de Boulogne.
- Charles-Louis-Marie-Albert-Furcy Fontaine (1767-1849), homme politique français.
- Jean-Baptiste Delgorgue de Rosny (1780-1839), né à Wimille, homme politique français
- Lucien de La Hodde (1812-1863), indicateur de police et essayiste.
- Blanche Paugam (1898-1945), née à Wimille, résistante française, condamnée à mort, morte en déportation à Bergen-Belsen.

### Héraldique
| Armes de Wimille | Les armes de Wimille se blasonnent ainsi : d'or au créquier arraché de gueules accompagné de trois tourteaux du même. |

1) Le créquier :
Celui-ci symbolise la Maison de CREQUY (XVIIe et XVIIIe siècles).
Propriétaires du fief de Souverain Moulin et de Wimille, succédant à la famille de Fiennes, de nombreux CREQUY ont été inhumés dans la crypte de l'église Saint-Pierre de Wimille.
2) Les trois tourteaux du Boulonnais :
Selon monsieur P.A. Wimet, les trois monts de Boulogne :
- Boulambert → l'éventé,
- Herquelingue → le pelé,
- Quehen → l'engelé,

seraient les trois boules à l'origine des tourteaux du blason de Boulogne-sur-Mer.
3) La couronne murale à trois tours :
Cet ornement extérieur non obligatoire permet de distinguer le blason de Wimille de celui de Pittefaux.

## Pour approfondir